# Phoroncidia americana
Phoroncidia americana är en spindelart som först beskrevs av James Henry Emerton 1882.  Phoroncidia americana ingår i släktet Phoroncidia och familjen klotspindlar. Inga underarter finns listade i Catalogue of Life.